# Johns-Hopkins-Gletscher
Der Johns-Hopkins-Gletscher ist ein 19 km langer Gletscher im Glacier-Bay-Nationalpark von Alaska. Benannt wurde er 1893 von H. F. Reid nach der Johns Hopkins University in Baltimore (Maryland).

## Geografie
Der Johns-Hopkins-Gletscher erstreckt sich von den Hängen der Berge Lituya Mountain und Mount Salisbury, in der südlichen Fairweather Range gelegen, westwärts bis zum Johns Hopkins Inlet, einer westlichen Seitenbucht der Glacier Bay, in dessen Kopfbereich er mündet.

## Gletscherentwicklung
Anfang der 2000er Jahre war der Johns-Hopkins-Gletscher der einzige vorstoßende Gezeitengletscher auf der Ostseite der Fairweather Range. Um das Jahr 1990 erreichte die Gletscherzunge des Johns-Hopkins-Gletschers den südwestlich gelegenen Gilman-Gletscher, mit dem er in der Zwischenzeit gemeinsam eine geschlossene Eiswand bildet. Die Gletscherzunge des 1,4 km breiten Gletschers ragt 75 m hoch über die Wasserlinie. Unter Wasser misst die Eiswand 60 m. Zwischen den etwa 50 einmündenden Tributärgletschern befinden sich Mittelmoränen, die sich als schwarze Bänder längs der ansonsten weißen Eisflächen ziehen. Ende der 1970er Jahre lag die mittlere Geschwindigkeit, die das Eis talabwärts zurücklegt, bei etwa 900 m pro Jahr (das sind 2,5 m pro Tag). An der Gletscherfront kalben häufig Eisblöcke. Eine Besonderheit des Gletschers bildet das submarine Kalben, bei welchem plötzlich Eisberge aus dem Wasser auftauchen.